# Іштван Гергелі
Іштван Гергелі (угор. Gergely István; нар. 20 серпня 1976, Дунайська Стреда, Чехословаччина) — угорський ватерполіст, олімпійський чемпіон.

## Виступи на Олімпіадах
| Олімпіада   | Дисципліна | Місце |
| ----------- | ---------- | ----- |
| Сідней 2000 | водне поло | 12    |
| Афіни 2004  | водне поло | 1     |
| Пекін 2008  | водне поло | 1     |